# Eulenberge
Eulenberge este o arie protejată (arie specială de conservare — SAC, sit de importanță comunitară — SCI) din Germania întinsă pe o suprafață de 1.946 ha, integral pe uscat.

## Localizare
Centrul sitului Eulenberge este situat la coordonatele 53°11′30″N 13°48′00″E / 53.1917°N 13.8°E.

## Înființare
Situl Eulenberge a fost declarat sit de importanță comunitară în septembrie 2000 pentru a proteja 3 specii de plante și 3 specii de animale. Situl a fost protejat și ca arie specială de conservare în octombrie 1990.

## Biodiversitate
Situată în ecoregiunea continentală, aria protejată conține 9 habitate naturale: Pășuni continentale udate de apa mării, Lacuri eutrofice naturale cu vegetație de tip Magnopotamion sau Hydrocharition, Pajiști calcaroase din nisipuri xerice, Pajiști uscate seminaturale și facies de acoperire cu tufișuri pe substraturi calcaroase (Festuco-Brometalia) (* situri importante pentru orhidee), Pajiști stepice subpanonice, Liziere de ierburi înalte hidrofile de câmpie și de nivel montan până la alpin, Fânețe de joasă altitudine (Alopecurus pratensis, Sanguisorba officinalis), Izvoare petrifiante cu formare de travertin (Cratoneurion), Păduri aluvionare cu Alnus glutinosa și Fraxinus excelsior (Alno-Padion, Alnion incanae, Salicion albae).
La baza desemnării sitului se află mai multe specii protejate:
- plante (3): Angelica palustris, Apium repens, moșișoare (Liparis loeselii)
- amfibieni (2): buhai de baltă cu burta roșie (Bombina bombina), triton cu creastă (Triturus cristatus)
- mamifere (1): vidră de râu (Lutra lutra)

Pe lângă speciile protejate, pe teritoriul sitului au mai fost identificate 2 specii de amfibieni, 1 specie de reptile.